# Journal of Coordination Chemistry
Das Journal of Coordination Chemistry, abgekürzt J. Coord. Chem., ist eine wissenschaftliche Fachzeitschrift, die von Taylor & Francis veröffentlicht wird. Die erste Ausgabe erschien im Jahr 1971. Derzeit erscheint die Zeitschrift alle zwei Wochen. Es werden Artikel veröffentlicht, die sich mit den physikalischen und chemischen Eigenschaften, Synthesen und Strukturen von Koordinationsverbindungen beschäftigen.
Der Impact Factor lag im Jahr 2019 bei 1,410. Nach der Statistik des ISI Web of Knowledge wurde das Journal 2014 in der Kategorie anorganische Chemie und Kernchemie an 17. Stelle von 44 Zeitschriften geführt.
Chefredakteur ist Jim D. Atwood (University at Buffalo, Vereinigte Staaten von Amerika).
Die Kosten für ein Jahresabonnement liegen für Bibliotheken bei 12.955 Euro für die Online-Ausgabe. Ein kombiniertes Abonnement mit der gedruckten Ausgabe schlägt mit 15.241 Euro zu Buche (Stand: 2021).